# Hygrophila polysperma
Hygrophila polysperma, con el nombre común de dwarf hygrophila, dwarf hygro, Miramar weed o Indian waterweed, es una planta acuática perteneciente a la famalia de las acantáceas. Es originaria de India y Malasia, ha sido introducido en Estados Unidos en los estados de Florida, Texas y posiblemente Virginia.
Está listado en la Federal Noxious Weed List en los estados Unidos es ilegal la importación y venta en algunos estados, incluido  Kansas
y Carolina del Sur.

## Cultivo y usos
Apareció por primera vez en el comercia de acuarios  en 1945 bajo el nombre " Ludwigia oriental ".  Es fácil de cultivar y, como tal, una planta muy popular para el acuario tropical. Crece aún más rápido con buena luz, un alimento rico en agua / sustrato y se beneficia de más de CO2. Es posible que necesite ser podado regularmente. Se propaga por estacas.